# Liste des ordres, décorations et médailles de la République tchèque
Les Ordres, décorations et médailles de République tchèque.
| Ordre du Lion blanc | Ordre de Tomáš Garrigue Masaryk   | Médaille de l'Héroïsme         |
| ------------------- | --------------------------------- | ------------------------------ |
|                     |                                   |                                |
|                     |                                   |                                |
| Médaille du Mérite  | Croix ministérielle de la Défense | Ordre Milan Rastislav Stefanik |
|                     |                                   |                                |
|                     |                                   |                                |